# Палмариджи
Палмарѝджи (на италиански: Palmariggi, на местен диалект Parmariggi, Пармариджи) е село и община в Южна Италия, провинция Лече, регион Пулия. Разположено е на 99 m надморска височина. Населението на общината е 1544 души (към 2013 г.).